# Gotický metal
Gotický metal, gothic metal či goth metal, je hudební styl, který vznikl na počátku 90. let 20. století ve Velké Británii zkombinováním death/doomu a gothic rocku. Protože gothic metal zahrnuje široké spektrum naprosto odlišných metalových stylů, lze se setkat i s jiným zařazením, než jaké je uvedeno níže. Hodně se využívá kláves a ženského zpěvu. Mužský zpěv je obvykle hluboko posazený a často se setkáme s growlingem. Naopak ženské hlasy jsou výrazně operní. Texty jsou většinou temné až depresivní, zabývající se smrtí, beznadějí, náboženstvím, vampýrismem, hororovou fikcí, ale třeba i romantickou literaturou.

## Počátky (1983-1990)
Počáteční fáze gothic metalu se dá definovat jako gothic rock s metalovými texty. Ačkoli Glenn Danzigova skupina Samhain se v tomto směru také projevila, největší vliv na toto období se přisuzuje kapele Christian Death. Hluboký baryton Rozze Williamse a Valora Kanda, sestupné basové kytary a děsivé synthy udělaly na spoustu následujících kapel velký dojem. Např. u blackmetalových Celtic Frost sehrála kapela výraznou roli pro jejich pozdější „gotický“ zvuk.

## Dále (1990-současnost)
V devadesátých letech dvacátého století si pár mladých kapel v severní Anglii vypůjčilo zvuk gothic rocku osmdesátých let a spojily jej s tehdy vznikajícím death/doomem, který kombinoval growling a beatblasty death metalu s hutností a ponurou atmosférou doomu. Vzniklý styl byl neoficiálně nazýván gothic doom nebo také gothic death a lze ho považovat za druhou fázi vývoje tohoto žánru. Za nejvýraznější průkopníky a prakticky i zakladatele stylu je považován trojlístek severoanglických kapel, tzv. Peaceville Three - Paradise Lost, My Dying Bride a Anathema.
Přestože skandinávská metalová scéna byla známá především pro svůj black a death metal, mnohé z těchto kapel čím dál více experimentovaly se zvukem a atmosférou gothic rocku, jako např. Tiamat, Theatre of Tragedy nebo Lake of Tears. Ženský zpěv byl již v té době částečně využíván v některých skladbách skupin Paradise Lost a Anathema, ale teprve až norští Theatre of Tragedy rozdělili party zpěváka a zpěvačky stejným dílem a zrodila se forma duetu známá jako beauty and the beast (ženský soprán v kombinaci s mužským growlingem). V čele kapely stála Liv Kristine Espenaes Krull - později nahrazena zpěvačkou z gothic rockových The Crest, Nell Sigland).
Newyorská skupina Type O Negative byla spojována především s death metalem a thrash metalem kvůli předchozí kapele zpěváka a basisty Petera Steela, Carnivore. V jejich hudbě se však hojně vyskytovaly i vlivy doom metalu, hardcoru, ale především gothic rocku 80. let. Jejich album Bloody Kisses je zřejmě nejvýraznějším představitelem gothic metalové scény v USA té doby.
Dalším velice významným zástupcem žánru jsou portugalští Moonspell, kteří začínali jako black metalová kapela. Pro jejich hudbu je typická temná vampýristická poetika, hutné dusavé bicí a hlavně hluboký baryton Fernanda Ribeira. Album Wolfheart patří dnes již ke klasice žánru.
Dalšími výraznými představiteli žánru jsou např. kapely Draconian, The Sins Of Thy Beloved, Theatres Des Vampires, Evereve nebo Trail Of Tears.
O něco méně agresivní verze gothic metalu se postupně rozvíjela v druhé polovině devadesátých let. Tyto skupiny se zaměřily na ženské hlasy, většinou vysoko posazené, nebo přímo operní, a výrazně omezily doom metalové prvky a deathmetalový growling. Patří sem The Gathering (Nizozemsko), Within Temptation (Nizozemsko), Lacuna Coil (Itálie), After Forever (Nizozemsko), Tristania (Norsko), Sirenia (Norsko) a často sem bývají řazeni i Nightwish (Finsko), ačkoli zde už se jedná spíše o symphony metal. Některé skupiny také přidávají vlivy elektronické hudby a klasický rock a výsledkem bývá lehčí a snesitelnější forma žánru (např. Delain).
Počátkem 21. století se začal gothic metal v Evropě čím dál víc posouvat k mainstreamu. Nejvíce těchto kapel vznikalo ve Finsku, kde skupiny jako HIM, Entwine nebo Poisonblack dosáhly obrovských prodejních úspěchů a vyšplhaly se až na první příčky hitparád. S původním gothic metalem však kromě názvu mají tyto převážně poprockové kapely už jen pramálo společného.

## Pojmy a zařazení
Když se začala rozšiřovat sláva skupiny Marilyn Manson, někteří novináři ji zařadili mezi „gothic rock“ a „gothic metal“, přestože lze v jejich hudbě nalézt jen velmi málo znaků těchto stylů. Rostoucí popularita industrial rocku v devadesátých letech může být označena za hlavní zdroj těchto omylů, protože někteří umělci se inspirovali „gotickým“ stylem oblékání podle různých gothic metalových skupin.
Ačkoliv gothic metal, stejně jako většina metalových subžánrů, se těžko zařazuje, některé hlavní znaky jsou tyto:
- texty se zaměřují na abstraktní témata: víra a Bůh, nebe a peklo, romance, gotický horor, deprese, ztráta blízkých, prázdnota a smrt. Nezřídka bývají texty inspirovány gotickou literaturou nebo díly E. A. Poa.
- zpěv: Mužský hlas je obvykle hluboko posazený a často je kombinován s growlingem. Ženské hlasy bývají vysoké a operní.
- kytary a basy hrají prim, obvykle používají distortion, stejně jako doom metal.
- bicí bývají někdy nahrazeny synthetizéry, pomalá doom metalová tempa často střídají dva kopáky, občas se setkáme i s beatblasty

Gothic metal je v dnešní době často zaměňován se symphonic metalem. Ten vznikl koncem devadesátých let 20. století a na rozdíl od gothic metalu, který je spíše agresivní a melancholicky laděný (díky vzniku z death/doomu), je symphonic metal popovější a líbivější, zato bombastičtější a epicky rozmáchlý, používají se smyčcové nástroje, varhany, flétny a různé motivy klasické hudby. Nejznámějšími představiteli jsou Nightwish, Xandria, Epica, Edenbridge nebo Within Temptation.

## Seznam gothic metalových skupin
- After Forever (Nizozemsko)
- AraPacis (Kanada)
- Ashes You Leave (Chorvatsko)
- Beseech (Švédsko)
- Charon (Finsko)
- Cradle of Filth (Velká Británie)
- Delain (Nizozemsko)
- Diluvium (Srbsko)
- Dismal Euphony (Norsko)
- Draconian (Švédsko)
- Dreams of Sanity (Rakousko)
- Darkwell (Rakousko)
- Edenbridge (Rakousko)
- Elegeion (Austrálie)
- Elis (Lichtenštejnsko)
- End My Sorrow (Dánsko)
- Entwine (Finsko)
- Epica (Nizozemsko)
- Evanescence (USA)
- For My Pain (Finsko)
- In Grey (Švédsko)
- Killing Miranda (Velká Británie)
- Lacrimas Profundere (Německo)
- Lacrimosa (Německo)
- Lacuna Coil (Itálie)
- Lake of Tears (Švédsko)
- Leicohtica (Austrálie)
- Leaves' Eyes (Norsko/Německo)
- Lightning War (Velká Británie)
- Lord of the lost (Německo)
- Moi dix Mois (Japonsko)
- Moonspell (Portugalsko)
- More (Itálie)
- Myriads (Norsko)
- Nightwish (Finsko)
- Nostra Morte (Mexiko)
- On Thorns I Lay (Řecko)
- Paradise Lost (Velká Británie)
- Penumbra (Francie)
- Poisonblack (Finsko)
- Sariola (Německo)
- Saviour Machine (USA)
- Sellisternium (Polsko)
- Semblant (Brazílie)
- Sirenia (Norsko)
- Skeptical Minds (Belgie)
- Tales of Dark (Srbsko)
- Theatre of Tragedy (Norsko)
- Theatres des Vampires (Itálie)
- The 69 Eyes (Finsko)
- The Bronx Casket Co. (USA)
- The Gathering (Nizozemsko)
- the missing: (USA)
- The Sins of Thy Beloved (Norsko)
- Therion (Švédsko)
- Tiamat (Švédsko)
- Trail of Tears (Norsko)
- Tristania (Norsko)
- Type O Negative (USA)
- Ueickap (Itálie)
- Unsun (Polsko)
- Velvetcut (Finsko)
- Virgin Black (Austrálie)
- Within Temptation (Nizozemsko)
- Without Face (Maďarsko)
- Xandria (Německo)